# Jacques Villeglé
Jacques Mahé de la Villeglé (Quimper, 27 marzo 1926 – Parigi, 6 giugno 2022) è stato un artista francese.
Al di là delle definizioni (in Francia viene definito un "affichiste"), il suo lavoro artistico si è basato sui manifesti strappati dai muri delle strade, dapprima attraverso la creazione di un personale alfabeto simbolico e successivamente attraverso la tecnica del décollage, tra l'altro usata alcuni anni prima da Mimmo Rotella.

## Biografia
Jacques Villegle ha studiato pittura e disegno alla Ecole des Beaux-Arts di Rennes, dove ha incontrato Raymond Hains nel 1945, con il quale inizierà un'amicizia ed una complicità che avrà termine solo con la morte di Hains nel 2005. Dopo aver lavorato per qualche tempo con un architetto ha studiato architettura alla Ecole des Beaux-Arts di Nantes, dal 1947 al 1949, quando decise di abbandonare gli studi per dedicarsi interamente alla creazione artistica.
Si può affermare che, anche se ancora non aveva idea di dove la sua arte lo avrebbe portato, egli iniziò raccogliendo fili d'acciaio, oggetti trovati, mattoni caduti dalle mura di contenimento dell'oceano a Saint-Malo che poi assemblava con una vera e propria pratica artistica. Successivamente si concentrò sui manifesti specialmente dopo il trasferimento a Parigi.
In quegli anni, i manifesti pubblicitari affissi per le strade erano per lo più soltanto lito-tipografici, o contenenti disegni. Bisognerà aspettare ancora qualche anno perché la fotografia entri prepotentemente nel manifesto. Villeglé strappava il blocco di manifesti che spesso venivano affissi gli uni sugli altri, oppure che stavano cadendo, e attraverso la tecnica del décollage ne strappava a sua volta dei pezzi per mettere in luce ciò che figurava nel poster sottostante. In questo modo egli iniziò a comporre una sorta di "poesia visiva" attraverso le parole, grandi e piccole, che emergevano, cioè una personale forma di collage simbolista e di segni criptici che rappresentano l'archeologia della civiltà contemporanea. Qualche tempo dopo anche le figure, disegni e fotografie, entrarono a far parte delle sue opere di décollage.
Nel 1960 aderì al movimento del Nouveau Réalisme, fondato proprio quell'anno da Pierre Restany, cui aderirono nel tempo artisti come Yves Klein, Jean Tinguely, Martial Raysse, César Baldaccini, Daniel Spoerri, Christo, Gerard Deschamps, Mimmo Rotella, Arman, Niki de Saint Phalle. La prima mostra ebbe luogo a Milano, alla Galleria Apollinaire, cui seguirono l'anno dopo Parigi con la mostra A 40° au dessus de dada e nel 1962 New York alla Sidney Janis Gallery con la mostra New Realism.
Negli anni '60, i décollage di Villeglé mutarono forma, scegliendo il colore e l'immagine, in particolare con l'avvento della fotografia utilizzata nei poster. Ognuna delle sue opere porta il nome della strada da cui sono stati recuperati i manifesti utilizzati per ognuna delle opere, prevalentemente dalle strade di Parigi.
Nei primi anni 2000 cessò il lavoro di dècollage per via del peso dell'età che non gli permetteva più il massacrante lavoro di andare a strappare i manifesti. Da allora si dedicò alla scrittura e alla pittura, andando in giro per il mondo a seguire le sue mostre.

## Mostre personali e collettive
Dal 1957, data della sua prima mostra alla Galerie Colette Allendy di Parigi, le sue opere sono state esposte in oltre 200 mostre personali in Europa, America e Africa, e l'artista ha partecipato ad eventi collettivi nei cinque continenti. Le sue opere sono state acquisite dai più importanti musei europei, americani e mediorientali e collezioni private, dalla Tate Gallery al Centre Pompidou, dal MOMA al Ludwig Museum di Colonia.